# Malé náměstí (Hradec Králové)
Malé náměstí, dříve Koňský trh, Malý rynek a později Husovo náměstí, je menší ze dvou náměstí v historickém centru Hradce Králové. 

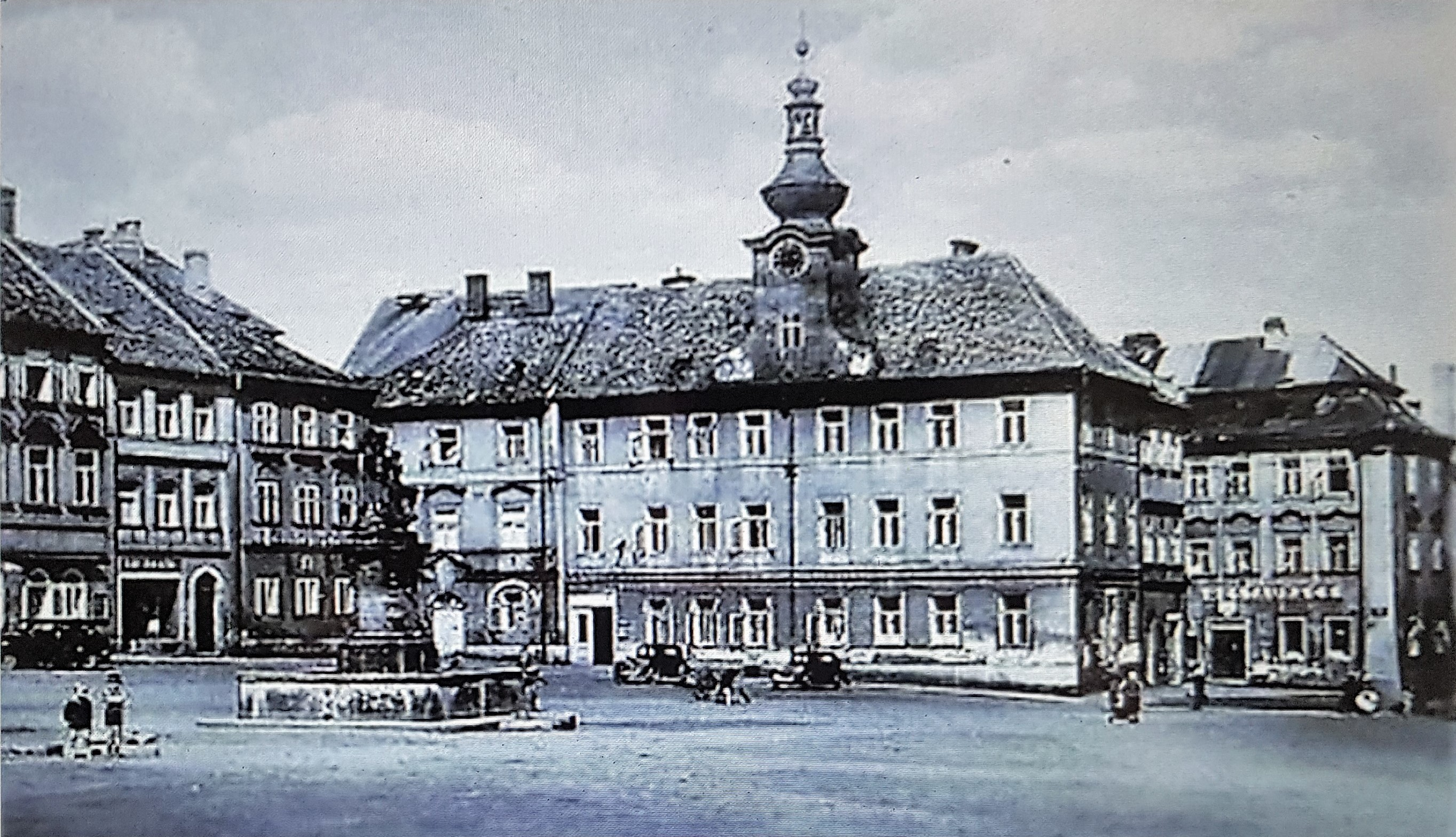
Náměstí v roce 1949

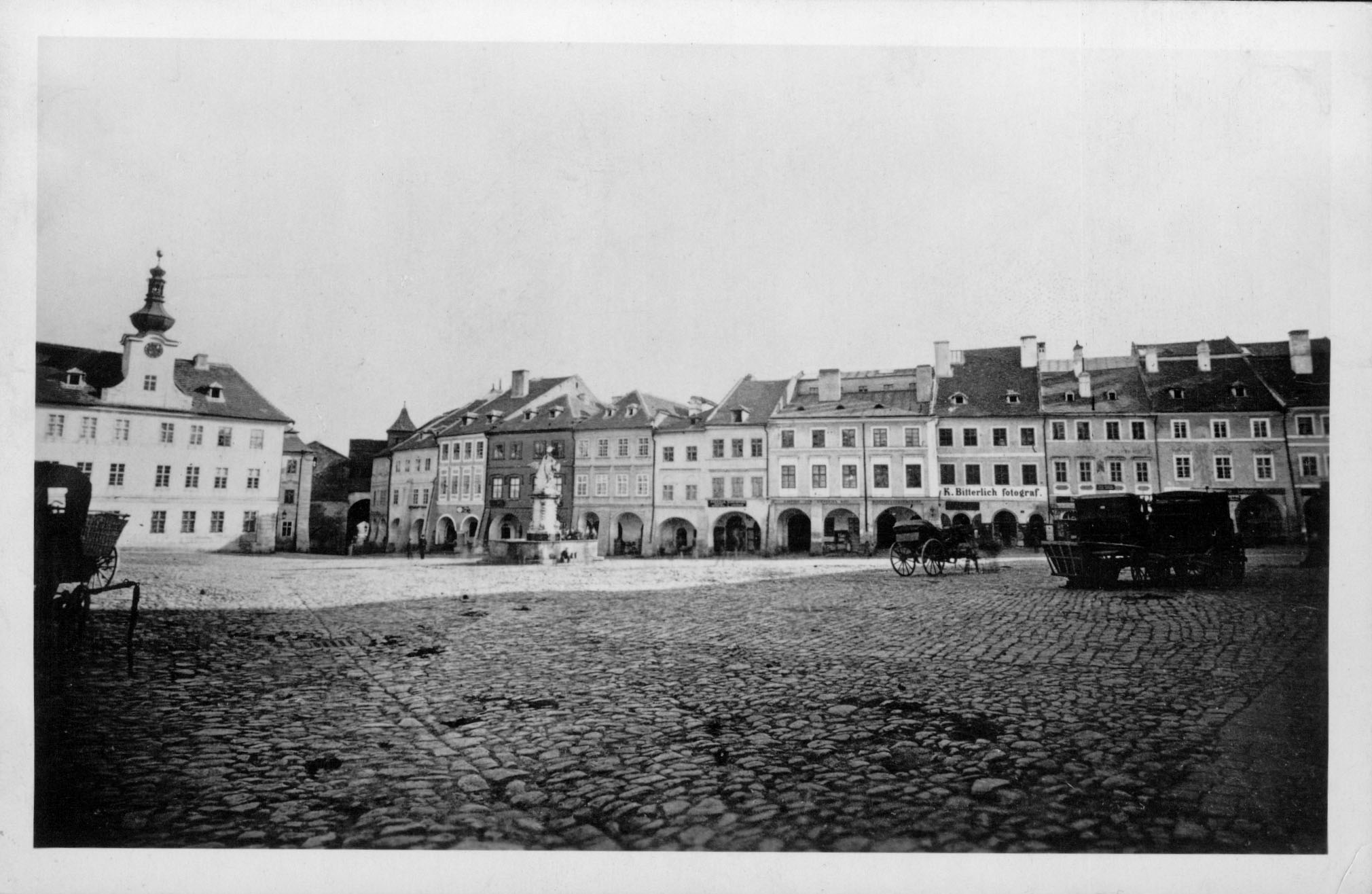
Malé náměstí v roce 1866, záběr z archivu Muzea východních Čech v Hradci Králové

## Historie
Vývoj veřejného prostranství, ležícího ve východní části hradeckého návrší, začíná nejpozději v první polovině 14. století. Vzniklo patrně druhořadě vedle sousedního Velkého náměstí, a to z důvodu potřeby rozšíření městského trhu. První písemné zmínky o náměstí spadají do 40. let 14. století. Již tehdy bylo prostranství nazývané jako Koňský trh. V jihovýchodním cípu náměstí stála Mýtská brána, která zajišťovala vstup do města od východu. O středověkém vývoji lokality nemáme v současnosti bližší zprávy, patrně však bylo místo několikrát poškozeno ničivými požáry města. Ve středu náměstí se nacházela studna, později přestavěná na městskou kašnu, do které byla voda čerpána dřevěnými rourami. Patrně již za vlády Karla IV. bylo náměstí poprvé vydlážděno.
První dochovaná písemná zmínka o Malém náměstí v hradeckém archivu se váže až k roku 1532. Nedlouho poté, při velkém požáru v roce 1536, náměstí pravděpodobně z větší části vyhořelo. Ve druhé polovině 16. století a v první polovině 17. století byla většina domů na Malém náměstí renesančně upravena a roce 1568 bylo náměstí znovu vydlážděno. Prostor byl zvelebován také ze strany města, které platilo nádeníky, kteří měli hradecká veřejná prostranství pravidelně zametat a zbavovat přebytečného bláta. Renesanční úpravy se dočkala také podloubí v jižní a severní frontě Malého náměstí. Rozkvět lokality byl ukončen v období třicetileté války, během které byla většina domů na Malém náměstí ve velmi špatném fyzickém stavu a musela projít následnými opravami a přestavbami. Přes Malé náměstí od druhé poloviny 17. století pravidelně procházel slavnostní průvod při intronizaci hradeckého biskupa (poprvé za biskupa Matouše Ferdinanda Sobka z Bílenberka).
V roce 1772 byla uprostřed náměstí barokně upravena kašna a do jejího středu bylo umístěno sousoší sv. Jana Nepomuckého, které sem bylo přeneseno z Pražského předměstí od Pražské brány, kdy musela lokalita ustoupit výstavbě královéhradecké pevnosti. Ve východní frontě Malého náměstí měla být také podle jednoho z plánů vybudována vojenská nemocnice, jejíž výstavba nakonec proběhla na severu hradeckého návrší poblíž bývalého kněžského semináře. I po výstavbě královéhradecké pevnosti zůstal jedním z hlavních vstupů do města komplex Slezské (dříve Mýtské) brány v jihovýchodním cípu Malého náměstí, jak se tomuto objektu začalo nově říkat od druhé poloviny 18. století.
V průběhu 19. století význam lokality narůstal, především s přesunem významných správních úřadů a bohatým kulturním životem. V Cejpově domě tak sídlil úřad krajského hejtmanství a ve vedlejším domě čp. 128 byla hradecká dědičná pošta. Od roku 1850 pak v nově přestavěné budově tzv. Nové radnice (čp. 124) začal úřadovat hradecký magistrát, který se do objektu přesunul ze staré radnice na Velkém náměstí. Na Malém náměstí také bydlela řada významných veřejných osobností (V. K. Klicpera, V. F. Červený, I. Herrmann aj.). V domě čp. 120 sídlil věhlasný podnik V. F. Červeného na výrobu dechových nástrojů. V domě čp. 126 „U Zlatého orla“ sídlila scéna českého divadla, dnes je na tomto místě Studio Beseda, které je komorní scénou Klicperova divadla v Hradci Králové. Na dvoře Nové radnice, v místech bývalé sladovny, byla vystavěna první budova hradecké sokolovny. Ve druhé polovině 19. století, konkrétně v roce 1873, byla zbourána stará Slezská brána pro potřeby rozšíření komunikace.
Ve 20. století význam místa upadal, když se z něho postupně vystěhovaly úřady a také zanikly významné kulturní objekty (sokolovna, hlavní scéna divadla). Uvažovalo se také o rozsáhlé asanaci prostoru, jak s tím počítaly četné regulační plány města. Po přestěhování magistrátu byla do budovy bývalé radnice umístěna expozice městského přírodovědného muzea.

## Významné stavby a prvky
- zaniklá Mýtská (Slezská) brána
- Kašna se sousoším sv. Jana Nepomuckého
- Dům čp. 3 (rodný dům Josefa Beka)
- Hostinec U Černého koně (čp. 10/11)
- Hotel U Královny Elišky
- Úřední dům (124/15), někdejší (tzv. Nová) radnice
- Dům čp. 125 – od roku 1939 zde sídlily expozice městského přírodovědeckého muzea
- Dům čp. 126 – dříve dům „U Zlatého orla“, později Studio Beseda, první scéna hradeckého českého divadla
- Cejpův dům/palác (čp. 127), vstup a oficiální adresa v Dlouhé ulici

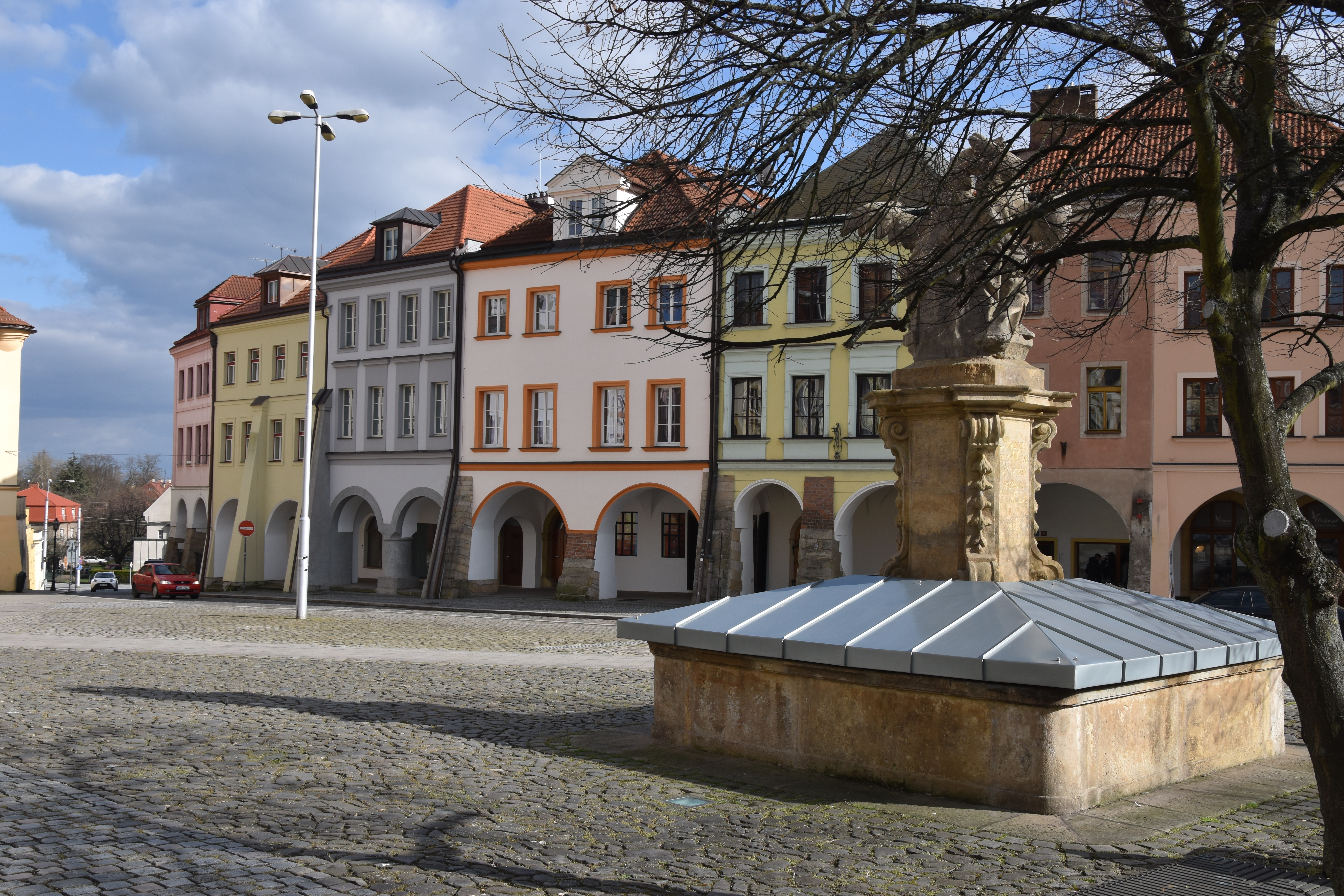
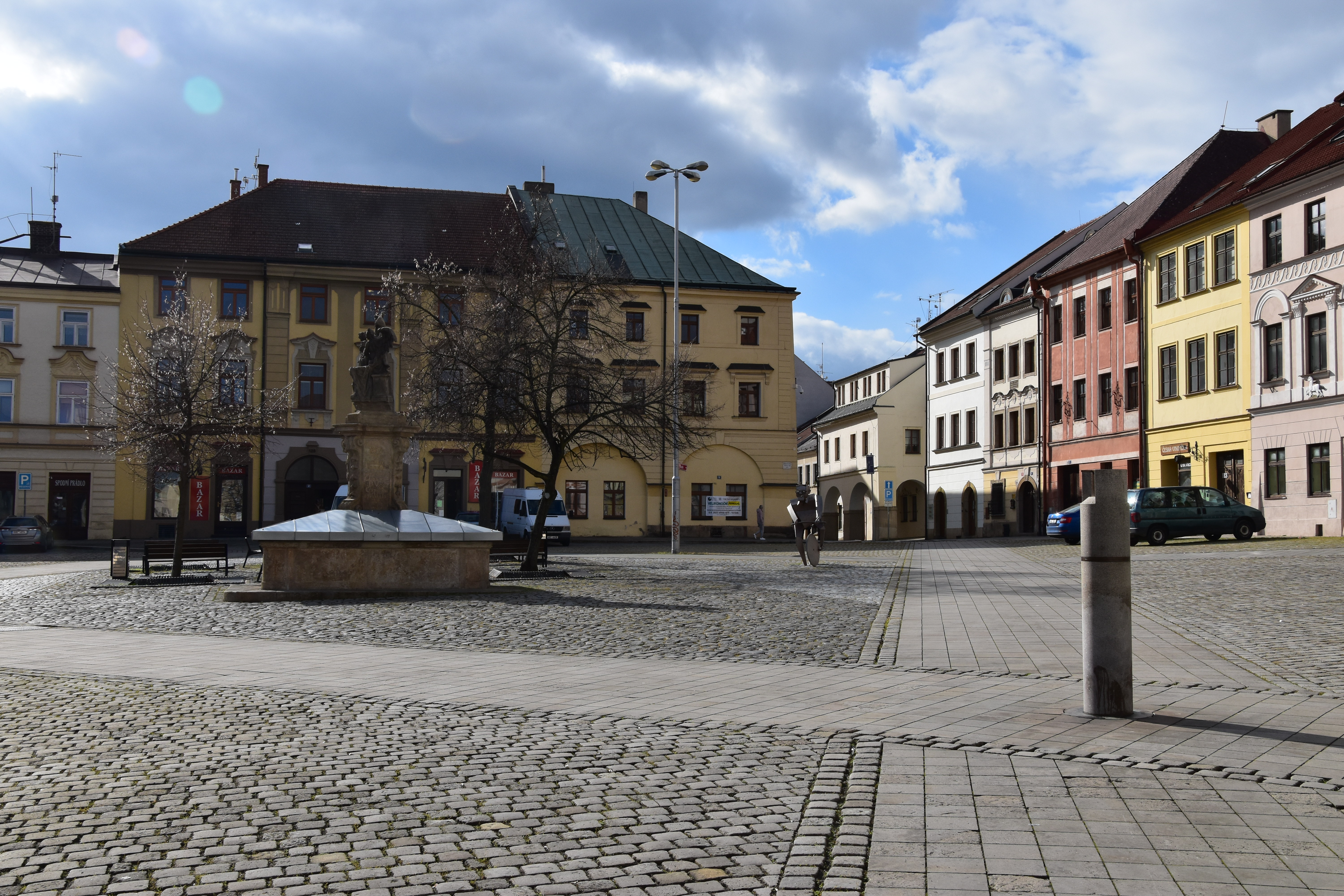
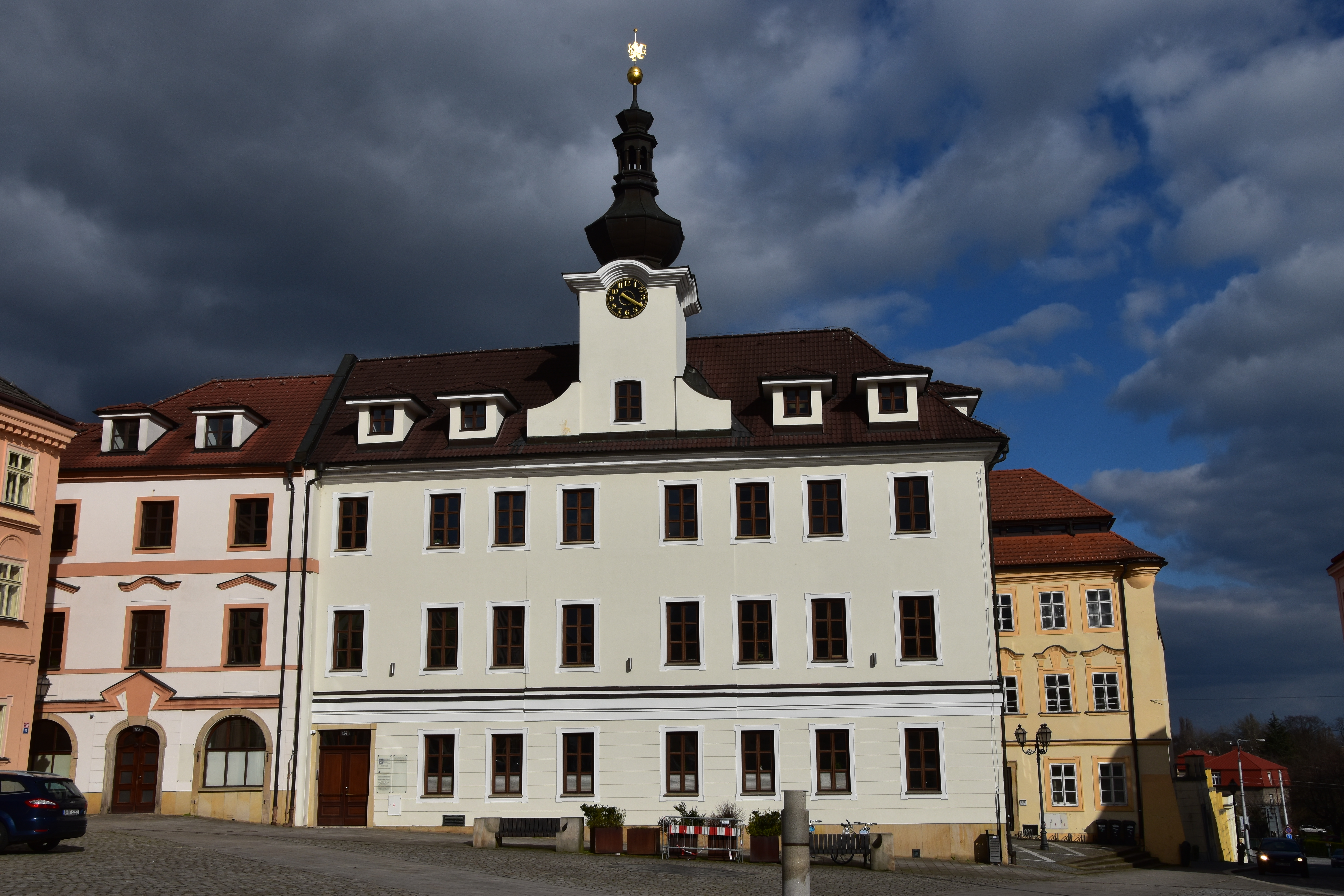

- Dům čp. 128